# アシュラフ・シャーバーン
アシュラフ・シャーバーン（1354年 - 1377年3月15日）は、エジプトを支配したバフリー・マムルーク朝の第26代スルタン（在位：1363年 - 1377年）。

## 生涯
バフリー・マムルーク朝の第15代スルターンであったナースィル・ムハンマドの孫。
父のフサインはスルターンには就かなかったものの、カーミル・シャーバーンの廃位後に近衛兵によって後継候補に推挙されたことがあった。
即位当時、政治と軍事の実権は軍司令官のヤルバガ・アルハーシキーら有力将校に握られていた。独裁的なヤルバガに反感を抱くマムルークと図って1367年にヤルバガを殺害、アサンダミル・アッナーセリー、バルクークらヤルバガ配下の主だったマムルークを投獄して国内に平穏を取り戻した。後に投獄したヤルバガ配下のマムルークを釈放するが、彼らは若年のスルタンに服従したわけではなかった。
1376年にメッカ巡礼の旅に出る。この時、主な政府高官や軍人たちを全員同行させることで、留守中の反乱を防ごうとしたが、アカバにおいて飼い葉と現金の支給を巡って同行していたバルクークやタシュタムルらかつてのヤルバガ配下との間で口論が起き、手向かうバルクークたちに対処するためカイロに帰国しようとする。だが、カイロでも残された少数のアミールがアイナバクを指導者としてアシュラフの子マンスール・アリーを擁して反乱を起こしており、追い詰められたアシュラフは暗殺された。
なお、バルクークやタシュタムルらアカバの反乱軍とアイナバク率いるカイロの反乱軍は全く無関係に反乱を起こしたことから、カイロに戻ろうとするアカバの反乱軍とカイロの反乱軍の間で内戦が発生し、アイナバク、タシュタムル双方を倒したバルクークが後にスルターンの地位を奪うことになる。